# Îles du Diable
Pour les articles homonymes, voir Île du Diable (homonymie).
Les îles du Diable sont un petit archipel inhabité de Djibouti composé de deux petites îles volcaniques.

## Géographie
Les îles du Diable se trouvent dans le Ghoubbet-el-Kharab, un  prolongement du golfe de Tadjourah, lui-même faisant partie du golfe d'Aden, à proximité des côtes africaines et du volcan Ardoukôba.
La plus grande des deux îles est nommée Ginni Kôma (40 hectares) et la plus petite Ounda Ginni Kôma (10 hectares). Ces deux îles forment deux cônes relativement réguliers de couleur ocre formés au cours d'une éruption volcanique. Une croûte sombre d'altération s'est formée à l'air libre et recouvre partiellement les îles totalement dépourvues de végétation en raison du climat désertique de la région. Ginni Kôma présente encore un petit cratère asymétrique en raison des vents dominants qui ont entraîné dans une seule direction des matériaux émis par le volcan.

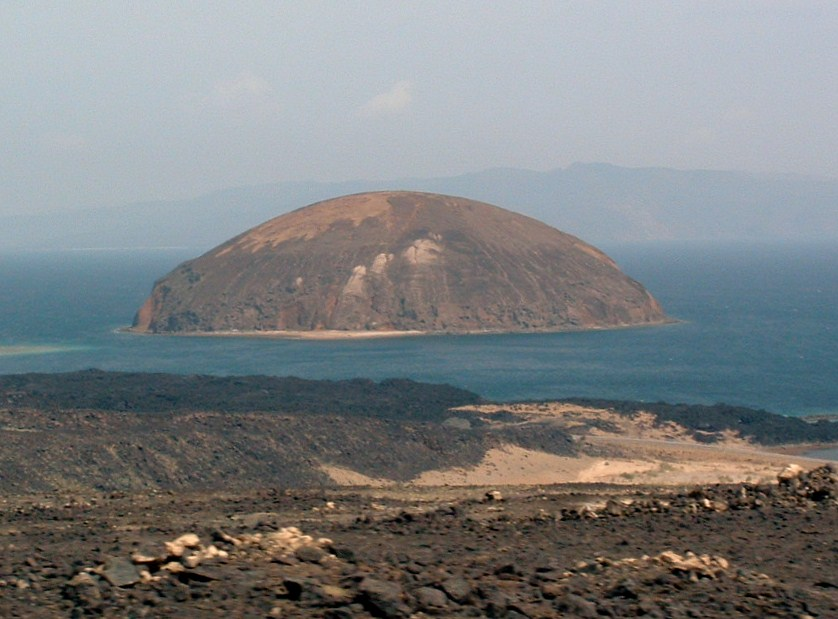
Vue de Ginni Kôma en 2004.

## Culture
D'après les anciennes croyances locales, les deux îles sont le lieu de vie de djinns.